# Нижнепокровка
Нижнепокровка (укр. Нижньопокровка) — село, относится к Старобельскому району Луганской области Украины.
Население по переписи 2001 года составляло 779 человек. Почтовый индекс — 92714. Телефонный код — 6461. Занимает площадь 1,474 км². Код КОАТУУ — 4425182501.

## Местный совет
92714, Луганська обл., Старобільський р-н, с. Нижньопокровка, вул. Садова, 22  (укр.)